# Jerry Voorhis
Jerry Voorhis właściwie Horace Jeremiah Voorhis (ur. 6 kwietnia 1901 w Ottawie, zm. 11 września 1984 w Claremont)) – amerykański polityk, członek Partii Demokratycznej.

## Działalność polityczna
W okresie od 3 stycznia 1937 do 3 stycznia 1947 przez pięć kadencji był przedstawicielem 12. okręgu wyborczego w stanie Kalifornia w Izbie Reprezentantów Stanów Zjednoczonych.